# Бывшая Ленина
«Бывшая Ленина» — седьмой роман российского писателя Шамиля Идиатуллина. Лауреат национальной литературной премии Большая книга (2020 год, третья премия).

## Общая информация
Роман вышел в Редакции Елены Шубиной в Москве в 2019 году, открыв серию «Актуальный роман».
Издательская аннотация: «Провинциальный город Чупов, Сарасовская область. На окраине стремительно растет гигантская областная свалка, а главу снимают за взятки. В городе — безвластье и неприятный запах; политтехнологии, мессенджеры, соцсети. Простой чиновник Даниил Митрофанов (а в прошлом заметная фигура в местной политике и бизнесе), его жена Лена и их дочь Саша — благополучная семья. Но в одночасье налаженный механизм ломается. Вся жизнь оказывается — бывшая, и даже квартира детства — на „бывшей Ленина“. Наверное, нужно начать всё заново, но для этого — победить апатию, себя и… свалку»
«Шамиль Идиатуллин написал замечательный роман о России. Но это так сразу и не поймешь. На первый взгляд, это актуальный роман о мусоре и свалке», отметила критик Анна Жучкова.
Роман переведен на французский язык.

## Сюжет
Действие книги происходит в 2019 году, когда роман и был опубликован, в провинциальном городе Чупове вымышленной Сарасовской области. «Бывшая Ленина» — так называет свою однушку на улице Ленина, ныне Преображенской, семья Митрофановых. В Чупове семьдесят тысяч жителей, закрытый убыточный завод и свалка на окраине, воняющая так, что приходится задраивать окна и ходить в респираторах. Убрать ее не получается: тогда некуда будет вывозить мусор областному центру. Против мусоросжигательного завода восстали сами чуповцы. А главу администрации Чупова, пытавшегося жёстко решить вопрос, выводят в наручниках прямо из ресторана.
Областные власти срочно разыскивают человека, который сможет занять руководящее кресло в Чупове и разрулить ситуацию со свалкой. В дело вмешиваются гражданские активисты, их зовут «выживатели». Пикантность борьбе придает то обстоятельство, что в начальники города губернские готовят Даниила Митрофанова, ушедшего от своей жены Лены (кризис среднего возраста). А лидером «выживателей» становится эта самая жена Лена. Гражданское противостояние реализуется каким-то уж совсем символическим способом (жена против мужа).
В каждой главе читатель видит происходящее глазами очередного героя, читая его мысли и погружаясь в его чувства. Благодаря такому ходу город Чупов выглядит более целостным, будто он был снят с нескольких камер. Взгляд Даниила Митрофанова, взгляд его жены Лены, взгляд их дочки Сашки. Добавляются взгляды сотрудницы мэрии Оксаны и молодого активиста Ивана.

## Критика
Клариса Пульсон, анализируя книгу, так высказывается о ней:
«Бывшая Ленина» — литературное событие года. Вроде бы традиционный социально-производственный роман с политтехнологиями, но жесткий алгоритм традиции ломается, автор предлагает более высокий уровень осознания очевидных и неочевидных взаимосвязей в постоянно изменяющемся мире.
Галина Юзефович, определяет неудачную попытку автора написать произведение на «злобу дня»:
«Политическая реальность сегодняшней России, как показывает опыт Шамиля Идиатуллина, исключительно не фотогенична и очень плохо поддается осмыслению и описанию посредством инструментария художественной прозы. Это значит, что дух времени, пресловутый zeitgeist, которого так сильно не хватает сегодняшнему читателю самых разных поколений, нуждается в каких-то иных — еще не найденных — выразительных средствах. Коротко говоря, роман не удался, но попытка засчитана. Продолжаем поиск».

Писатель Дмитрий Быков отреагировал немного иначе и выделил поступок автора написать о настоящем:
«О современности сейчас вообще пишут неохотно и, надо признать, плохо: чтобы писать о ней хорошо, надо либо обладать очень серьезными литературными способностями, то есть как минимум собственным стилем, либо уметь видеть главное, вычленять тенденции, предсказывать будущее. Иначе получится повторение штампов или репортаж. Того и другого много в романе Шамиля Идиатуллина „Бывшая Ленина“ (АСТ, Редакция Елены Шубиной). Идиатуллин бывает и точен, и остроумен, но в целом его роман о провинциальной схватке вокруг мусорной свалки начинает тяготить читателя уже на второй сотне страниц, а их почти пять».

## Награды
- 2020 — Большая Книга, лауреат (третья премия).